# Rukometni klub Vojvodina Novi Sad
Maillots
Le RK Vojvodina Novi Sad est la section handball du club omnisports serbe du Vojvodina Novi Sad, situé à Novi Sad dans la province de Voïvodine.

## Palmarès
Championnats (12)
- Vainqueur du Championnat de Serbie-et-Monténégro (1) : 2005
- Vainqueur du Championnat de Serbie (11) : 2013, 2014, 2015, 2016, 2017, 2018, 2019, 2021, 2022, 2023, 2024

Coupes (8)
- Vainqueur de la Coupe de Serbie-et-Monténégro (2) : 2005, 2006
- Vainqueur de la Coupe de Serbie (6) : 2011, 2015, 2019, 2020, 2021, 2023

Supercoupe (7)
- Vainqueur de la Supercoupe de Serbie (7) : 2013, 2014, 2015, 2016, 2018, 2019, 2023